# Panslavisme

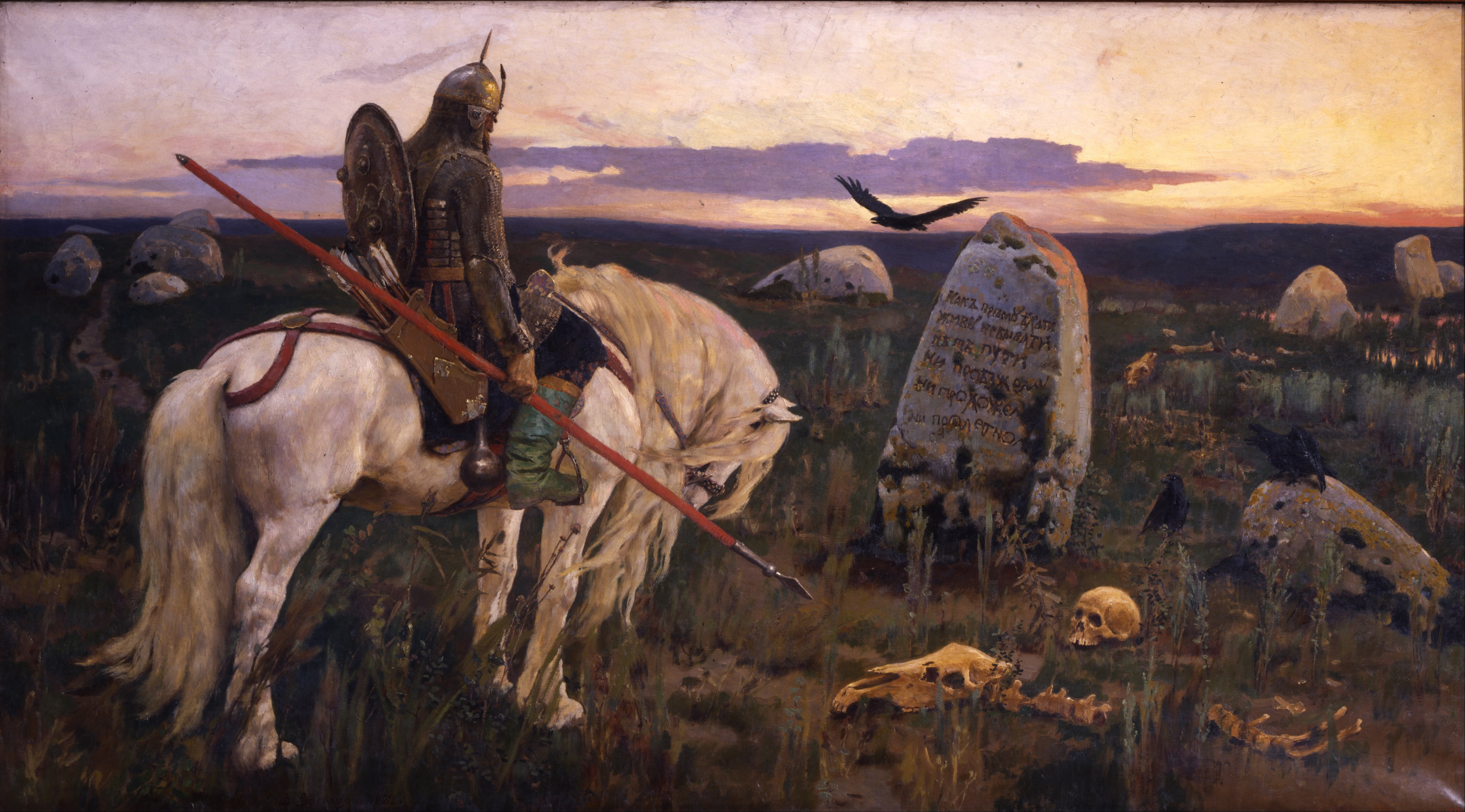
Un chevalier à la croisée des chemins par Viktor Vasnetsov. En droite ligne de la construction d'une identité panslave, l'artiste russe exprime une perception mélancolique de l'époque médiévale, liant un thème romantique à ce siècle des nationalismes (identification à la figure héroïque du Bogatyr).

Le panslavisme est une doctrine politique, culturelle et sociale qui valorise l'identité commune que partagent les différents peuples slaves (Polonais, Tchèques, Slovaques, Slovènes, Croates, Serbes, Monténégrins, Bosniaques, Gorans, Macédoniens, Bulgares, Pomaks, Russes, Biélorusses, Ukrainiens, Cachoubes, Sorabes/Lusaciens et Ruthènes) et qui préconise leur union politique sur la base de cette identité.

## Historique

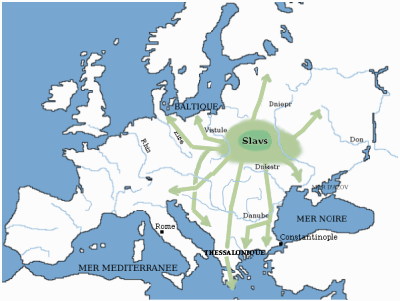
Origine probable des Slaves aux Ve et VIe siècles.
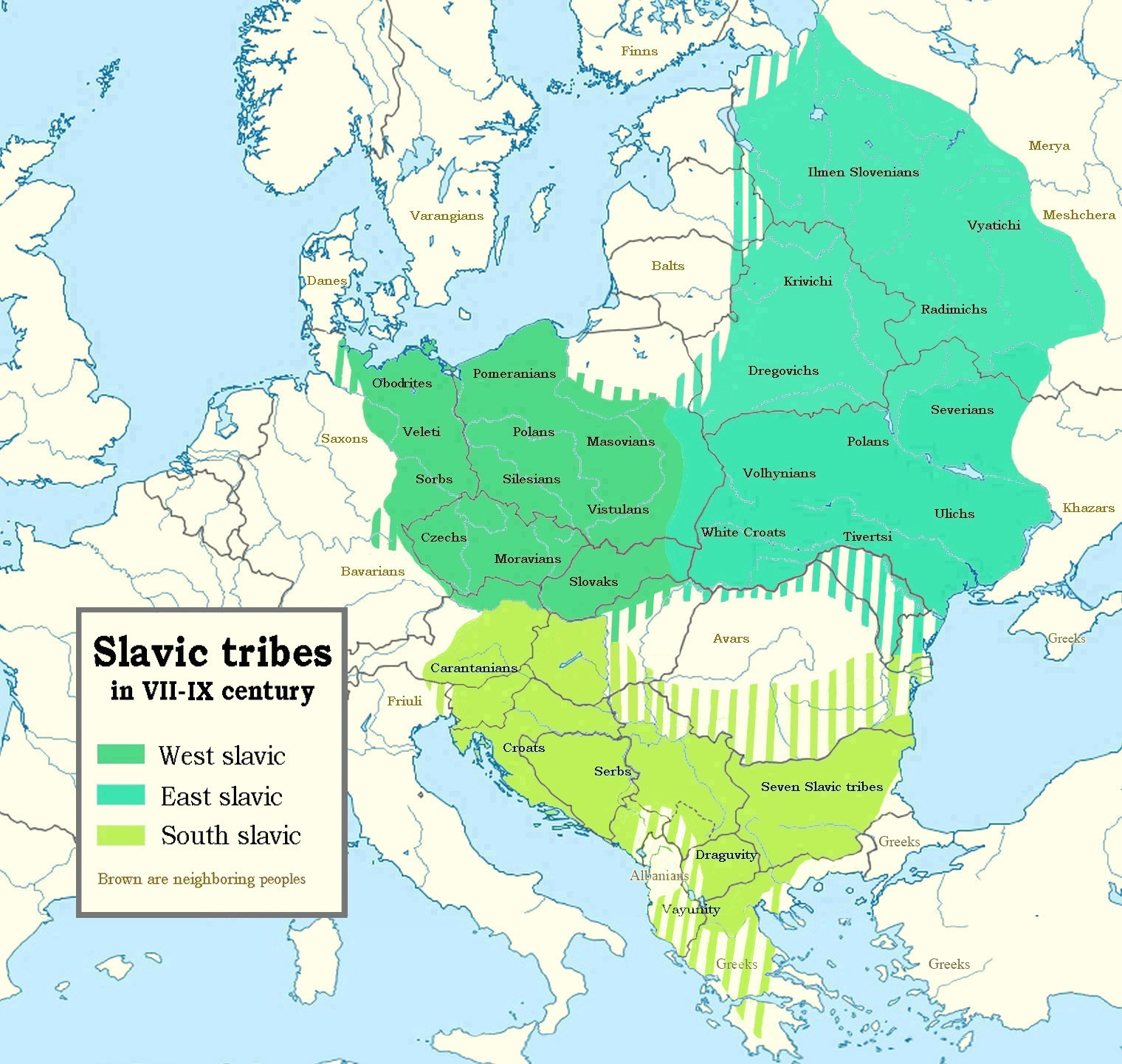
Tribus slaves du VIIe au IXe siècle.
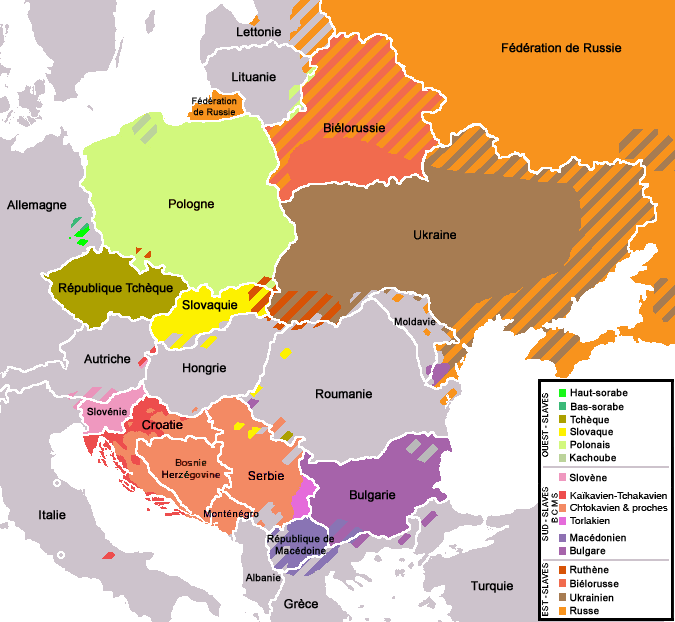
Distribution géographique contemporaine des langues slaves.

Le panslavisme est d'abord défini par un idéologue croate Vinko Pribojević (en) (vers 1470-1540) dès le XVe siècle, repris par un missionnaire croate Juraj Križanić (en) (1618-1683). Une étape intermédiaire serait Le Royaume des Slaves (1601), publication de Mauro Orbini.
Selon François Dvornik, apparue dans le contexte du conflit entre Réforme (protestante) et Contre-Réforme (catholique), l'idéologie de Križanić ne vise pas seulement l'union sociale, politique et religieuse des populations slaves, mais aussi l'unification linguistique en formant une langue slave commune « mélange de slavon, russe et serbe ».
La réflexion sur la thématique panslaviste est surtout développée par le philosophe russe Nikolaï Danilevski (1822-1885).

Drapeau panslave proposé en 1848.

Le mouvement atteint son essor avec le Congrès panslave de Prague en 1848. C'est à cette même époque que le drapeau panslave est créé (il va être réutilisé par la suite lors de la création de la fédération des États slaves du Sud, autre nom de la Yougoslavie) ainsi qu'un hymne intitulé Hé, les Slaves consacré aux peuples slaves durant la domination austro-hongroise. À la fin du XIXe siècle, le rêve de la chute de Constantinople pour en faire la capitale d'un État panslave est formulé par Fiodor Dostoïevski et Danilevski. Le nom de Tsargrad est même choisi. Le début de la Première Guerre mondiale en 1914 et la bataille des Dardanelles remportée par les Ottomans met fin à ce rêve.
Cette doctrine sert de base idéologique aux interventions militaires de l'Empire russe dans les Balkans au XIXe siècle, à la formation de la Yougoslavie fédérale, puis est habilement utilisée par l'Union soviétique avant et après la Seconde Guerre mondiale.
Actuellement, elle est souvent véhiculée par les milieux nationalistes russes, mais ne trouve pas d'écho, du moins sous ce terme, auprès des autorités russes, même si les doctrines gouvernementales de l'"« étranger proche » (1992, officiellement en 2008) et puis plus encore de « monde russe » (2006, officiellement en 2022) s'en approchent.

## Positions
La Pologne et la Tchéquie sont panslaves[réf. nécessaire], mais la Pologne est anti-russe, du fait de sa rivalité historique avec l'Empire russe.
L'idéologie panslave est néanmoins mieux accueillie dans les Balkans par exemple, où des peuples slaves étaient depuis des siècles sous domination ottomane ou germanique. De plus, les Slaves des Balkans sont redevables de la Russie, qui les libéra du joug ottoman lors de la guerre russo-turque de 1877-1878. Les liens entre la Russie, la Bulgarie et la Serbie, qui partagent en outre la confession orthodoxe et l'alphabet cyrillique, restent encore assez marqués par cette doctrine.
Par contre, la Croatie, dont la population est slave mais catholique, s'est clairement rapprochée de l'Occident depuis longtemps, ayant subi les influences autrichienne et italienne. La Slovénie a toujours été proche de la position croate après la disparition de la Yougoslavie. En revanche, les Slaves musulmans (Bosniaques, Pomaks…) constituent un groupe à part dans le monde slave et se sentent en général plus proches des Turcs (avec qui ils partagent une histoire et une religion communes) que des autres peuples slaves.
Au XXe siècle, la fédération de Russie n'a, du moins officiellement, pas utilisé la doctrine panslave dans sa politique extérieure. Cependant, les nationalistes et les communistes russes ont joué la carte d'influence culturelle et linguistique russe via la doctrine de l’étranger proche (terme apparu dès 1992) pour promouvoir l'idée d'union entre les anciennes républiques soviétiques, voire la restauration de l'Union soviétique (géopolitique actuelle incluant la Communauté des États indépendants, l’union russo-biélorusse, le soutien au séparatisme du Haut-Karabagh en 1911-1994, de la Transnistrie et de l’Abkhazie en 1992, de l’Ossétie du Sud-Alanie en 1992 puis 2008). Le Parti libéral-démocrate de Russie et le Parti national-bolchévique, deux partis nationalistes russes, ont même prôné le retour par la force à une forme d'Empire russe.
À notre époque, l'appel au panslavisme est souvent venu de Russie, de Serbie, et de Slovaquie.
Les sociologues s'accordent sur une tendance croissante des signes de panslavisme parmi certains jeunes des pays slaves. De multiples facteurs, comme l'entrée de pays slaves comme la Pologne, la Slovénie, la Slovaquie et la Bulgarie dans l'Union européenne ont contribué au fait que beaucoup de jeunes se sentent Slaves et trouvent un sens d'appartenance et d'identité à « être un Slave ».

## Renouveau auXXIesiècle
Dans la poursuite du concept de l’« étranger proche », réaffirmé en tant que doctrine en 2008 par le président russe Dmitri Medvedev dans la foulée du conflit russo-géorgien de 2008, un concept complémentaire et plus proche d’un panslavisme est élaboré en 2006 par Vladislav Sourkov : le “monde russe”. En 2022, le président russe Vladimir Poutine en fait officiellement la doctrine de la Russie,. Cette doctrine se traduit notamment par les créations des chaines d’information internationale Russia Today et Sputnik en 2005 et 2014, de la fondation Rousski Mir “Le monde russe” en 2007 et de l’agence fédérale Rossotroudnitchestvo (Agence fédérale pour la CEI, la diaspora russe à l’étranger et la coopération humanitaire internationale) en 2008 en matière de soft power, ainsi que sur la création de l’Organisation du traité de sécurité collective en 2002.
Le panslavisme ne semble plus être le moteur des relations internationales de certains des pays européens de l'Est, avec leur adhésion à l'Union européenne entre 2003 et 2012 et à l'OTAN entre 1990 et 2020. Seules la Biélorussie et l'Arménie ont fait le choix de rejoindre la Russie par l'intermédiaire de l'OTSC, de l'Union russo-biélorusse ou de l'Union économique eurasiatique. À la suite de la guerre russo-ukrainienne débutée en 2022, l'Ukraine et la Moldavie sont devenus des candidats officiels à l'UE. La Finlande a rejoint l'OTAN en 2023 et la Suède a demandé à y faire partie.
La fédération de Russie n'est pas satisfaite de cette orientation politique, et pense que l'OTAN et l'UE s'opposent de plus en plus au monde slave. C'est ce qui contribue à la renaissance du panslavisme en Russie. Il y a ainsi des références des mouvements de rapprochement entre Russie, Biélorussie, Serbie — échaudée par la Guerre du Kosovo et où la Russie déploie sa stratégie du monde russe — et Slovaquie, objet aussi de la propagande russe.
Il y a une opinion selon laquelle l'unification des Slaves se fait à travers les structures de l'UE. L'euroslavisme au XXIe siècle remplace le panslavisme comme projet d'intégration des Slaves entre eux.
La renaissance du panslavisme se déroule dans les quatre directions suivantes : scientifique et pédagogique ; publique ; politique ; militaire,.

### Militaire
Depuis 2015, trois pays slaves non membres de l'Union européenne ou de l'OTAN (Russie, Serbie, Biélorussie) pratiquent des exercices militaires conjoints dénommés « Fraternité slave » qui visent à échanger des expériences dans la lutte antiterroriste et à envoyer un signal politique définitif au reste du monde : Moscou, Minsk, et Belgrade restent des partenaires historiques liés par une amitié forte.
Les exercices de « Fraternité slave » de 2015 ont eu lieu à proximité de la ville de Novorossiisk, dans la région de Krasnodar (Sud de la Russie).